# Alpine Ski-Juniorenweltmeisterschaften 1986
Die 5. Alpinen Ski-Juniorenweltmeisterschaften fanden vom 20. bis 23. Februar 1986 im österreichischen Bad Kleinkirchheim statt.

## Männer

### Abfahrt
| Platz | Land | Sportler             | Zeit (min) |
| ----- | ---- | -------------------- | ---------- |
| 1     | SUI  | William Besse        | 1:41,03    |
| 2     | AUT  | Andreas Evers        | 1:41,09    |
| 3     | AUT  | Roman Siess          | 1:41,58    |
| 4     | AUT  | Peter Wirnsberger II | 1:41,64    |
| 5     | ITA  | Manuel Coppola       | 1:41,74    |
| 6     | SUI  | Thomas Wolf          | 1:42,08    |

Datum: 20. Februar

### Riesenslalom
| Platz | Land | Sportler               | Zeit (min) |
| ----- | ---- | ---------------------- | ---------- |
| 1     | ITA  | Konrad Kurt Ladstätter | 2:24,64    |
| 2     | SWE  | Anders Lundqvist       | 2:24,94    |
| 3     | AUT  | Richard Kröll          | 2:25,01    |
| 4     | AUT  | Roman Siess            | 2:26,47    |
| 5     | AUT  | Peter Wirnsberger II   | 2:26,65    |
| 6     | AUT  | Thomas Hangl           | 2:26,49    |

Datum: 21. Februar

### Slalom
| Platz | Land | Sportler               | Zeit (min) |
| ----- | ---- | ---------------------- | ---------- |
| 1     | SWE  | Anders Lundqvist       | 1:53,81    |
| 2     | AUT  | Richard Kröll          | 1:56,32    |
| 3     | AUT  | Peter Wirnsberger II   | 1:56,51    |
| 4     | ITA  | Konrad Kurt Ladstätter | 1:56,56    |
| 5     | AUT  | Thomas Hangl           | 1:56,74    |
| 6     | JPN  | Toshinobu Awano        | 1:57,47    |

Datum: 23. Februar

### Kombination
| Platz | Land | Sportler             |
| ----- | ---- | -------------------- |
| 1     | AUT  | Peter Wirnsberger II |
| 2     | AUT  | Richard Kröll        |
| 3     | ITA  | Peter Runggaldier    |
| 4     | TCH  | Adrián Bíreš         |
| 5     | YUG  | Uroš Markič          |
| 6     | JPN  | Toshinobu Awano      |

Datum: 20./23. Februar
Die Kombination bestand aus der Addition der Ergebnisse aus Abfahrt, Riesenslalom und Slalom.

## Frauen

### Abfahrt
| Platz | Land | Sportlerin            | Zeit (min) |
| ----- | ---- | --------------------- | ---------- |
| 1     | USA  | Hilary Lindh          | 1:40,93    |
| 2     | AUT  | Astrid Geisler        | 1:41,35    |
| 3     | ITA  | Deborah Compagnoni    | 1:41,45    |
| 4     | FRG  | Ulrike Stanggassinger | 1:42,49    |
| 5     | TCH  | Lucia Medzihradská    | 1:42,62    |
| 6     | AUT  | Andrea Salvenmoser    | 1:42,67    |

Datum: 20. Februar

### Riesenslalom
| Platz | Land | Sportlerin         | Zeit (min) |
| ----- | ---- | ------------------ | ---------- |
| 1     | TCH  | Lucia Medzihradská | 2:06,61    |
| 2     | AUT  | Birgit Eder        | 2:07,36    |
| 3     | SUI  | Annick Chappot     | 2:07,59    |
| 4     | YUG  | Dasa Šegula        | 2:07,90    |
| 5     | AUT  | Astrid Geisler     | 2:08,06    |
| 6     | YUG  | Katjuša Pušnik     | 2:08,45    |

Datum: 21. Februar

### Slalom
| Platz | Land | Sportlerin          | Zeit (min) |
| ----- | ---- | ------------------- | ---------- |
| 1     | AUT  | Christa Hartmann    | 1:31,92    |
| 2     | TCH  | Lucia Medzihradská  | 1:32,13    |
| 3     | AUT  | Birgit Eder         | 1:32,28    |
| 4     | TCH  | Pavlina Schimmerová | 1:32,67    |
| 5     | YUG  | Katjuša Pušnik      | 1:32,95    |
| 6     | SUI  | Sandra Burn         | 1:32,98    |

Datum: 22. Februar

### Kombination
| Platz | Land | Sportler              |
| ----- | ---- | --------------------- |
| 1     | TCH  | Lucia Medzihradská    |
| 2     | SUI  | Annick Chappot        |
| 3     | FRG  | Ulrike Stanggassinger |

Datum: 20./22. Februar
Die Kombination bestand aus der Addition der Ergebnisse aus Abfahrt, Riesenslalom und Slalom.

## Medaillenspiegel
| Platz | Land               | Gold | Silber | Bronze | Gesamt |
| ----- | ------------------ | ---- | ------ | ------ | ------ |
| 1     | Österreich         | 2    | 5      | 4      | 11     |
| 2     | Tschechoslowakei   | 2    | 1      | –      | 3      |
| 3     | Schweiz            | 1    | 1      | 1      | 3      |
| 4     | Schweden           | 1    | 1      | –      | 2      |
| 5     | Italien            | 1    | –      | 2      | 3      |
| 6     | Vereinigte Staaten | 1    | –      | –      | 1      |
| 7     | BR Deutschland     | –    | –      | 1      | 1      |